# Auzouville-sur-Ry
Auzouville-sur-Ry é uma comuna francesa na região administrativa da Normandia, no departamento de Sena Marítimo. Estende-se por uma área de 8,01 km². Em 2010 a comuna tinha 727 habitantes (densidade: 90,8 hab./km²).